# Farafangana
Farafangana est une commune urbaine malgache, chef-lieu du district de Farafangana, située dans la partie nord-est de la région d'Atsimo-Atsinanana.

## Géographie
Farafangana se trouve au bord de l'océan Indien, à l'embouchure du fleuve Manampatrana et au débouché sud du canal des Pangalanes. La route nationale 12 relie la ville à Vangaindrano et Manakara, et la route nationale 27 vers Ihosy.
La Réserve spéciale de Manombo se trouve à 27 km de Farafangana.

## Histoire
La ville est fondée par les Français le 9 avril 1897[réf. nécessaire].
Une légende rapporterait que le nom Farafangana vient du mot « farany » qui signifie fin ou dernier, et du mot « fiangana » qui signifie origine ou marche, d'où le mot Farafangana signifie : « dernier chemin » ou « fin du chemin » ou « dernier origine » par référence au fait que les peuples originaires de Farafangana, les "Antefasy", ont dû faire presque le tour de Madagascar avant de s'y arrêter alors qu'ils jugeaient être le bon endroit pour vivre dans les royaumes des Rabakara.
Le 9 janvier 1912 le navire "Vaucluse", chargé d'une mission hydrographique visant à déterminer où se situait une passe dans les récifs pour accéder au port de Farafangana, perdit en mer une baleinière qui effectuait des sondages de profondeur et l'ensemble de ses membres dont l'enseigne de vaisseau, un quartier-maître et un matelot français ainsi que six "indigènes" [eux non identifiés...].
Un "monument élevé par souscription publique" est toujours visible face à la mer.
,

## Religion
Farafangana est le siège de diocèse de Farafangana, créé le 8 avril 1957, regroupant les villes de Farafangana, Manakara et Vangaindrano.

## Transport
La ville est desservie par l'aérodrome de Farafangana.
Farafangana possédait également un port durant la période de la colonisation.